# سانتياغو سوسا
سانتياغو سوسا (بالإسبانية: Santiago Sosa)‏ (مواليد 3 مايو 1999) هو لاعب كرة قدم أرجنتيني يلعب في مركز خط الوسط في نادي ريفر بليت.

## روابط خارجية
- سانتياغو سوسا على موقع الدوري الأمريكي (الإنجليزية)
- سانتياغو سوسا على موقع قاعدة بيانات كرة القدم.إي يو (الإنجليزية)
- سانتياغو سوسا على موقع Soccerway.com (الإنجليزية)